# サンマリノ共産党
サンマリノ共産党（サンマリノきょうさんとう 伊:Partito Comunista Sammarinese）は、サンマリノ共和国に存在したマルクス・レーニン主義政党。この項目では、サンマリノ共産党の流れをくむサンマリノ共産党（マルクス・レーニン主義）およびサンマリノ共産党再建派についても述べる。
1947年に自由選挙で初めて政権を獲得した（これによりサンマリノ共産党は世界で初めて合法的な選挙制度に基づいて政権を獲得した共産党となった）。周囲を囲むイタリアにあるイタリア共産党の影響が強く、資本主義体制の国家においては、同党を抜いて議席比率のもっとも高かった共産党である。後年はキリスト教民主党とともに連立政権を組むことが多かった。
ユーロコミュニズムやイタリア共産党の改組と軌を一にし、社会民主主義政党となった。その際にイタリア同様、共産党再建派と分裂した。民主進歩党、民主主義者党へと改名し現在に至る。連立与党である。

## サンマリノ共産党（マルクス・レーニン主義）
サンマリノ共産党（マルクス・レーニン主義）（伊:Partito Comunista (Marxista-Leninista) di San Marino）は1968年に結成された、親中国共産党の毛沢東主義政党である。
その数年前にサンマリノ共産党から別れて組織されていた「サンマリノ　マルクス・レーニン主義運動 (Movimento Marxista-Leninista di San Marino)」によって設立された。
議会選挙は1969年（得票率:1.24パーセント）と1974年（121票、得票率:0.8パーセント）に参加し、議席を得ることはできなかった。

## 共産党再建派
サンマリノ共産党の改組の際に分裂した政党。